# 張省卿
張 省卿（英語：Sheng-Ching Chang、1963年 - ）、台湾の台南出身の台湾芸術史家。専門分野は図像学と東西交流史であり、現在は台北輔仁大学博物館学研究所所長、歴史学系大学部とその研究所専任教授を兼ねている。

## 経歴
張省卿、台北輔仁大学卒業、主専攻は歴史、副専攻は国際貿易。
1986年から1995年までドイツに留学し，ハンブルク大学で芸術史と歴史の二教科を専攻し、修士論文はDas Porträt von Johann Adam Schall von Bell in Athanasius Kirchers ‘China illustrata’ (The Portrait of Johann Adam Schall von Bell in Athanasius Kircher’s ‘China illustrata’，《從契爾學 《中國圖像》 論湯若望肖像畫》)。
1996年から2002年までベルリンフンボルト大学で博士課程に在籍し、博士論文はThe Image of China in Nature and Landscape of Athanasius Kircher’s ‘China illustrata’ (《從契爾學《中國圖像》論自然與風景中之中國形象》)。
1988年から1997年の間，台湾の新聞《自立早報》、《自立晚報》、《自立周報》に記事を書き、また《藝術家》、《藝術貴族》、《典藏》等の台湾の雑誌や香港の雑誌《九十年代》に特別寄稿し、それから台湾版《國家地理雜誌》の撮影記者、ドイツの雑誌Diskus とPen でヨーロッパとアジアにおける芸術文化の発展について編集と執筆をした。
2002年から2006年の間，台北輔仁大学歴史系の常勤助教授、同時に台北芸術大学美術史研究所と台湾芸術大学美術系でも授業を受け持った。
2009年、輔仁大学歴史學系とその研究所の副教授に昇進し、2016年には正教授となる。
2018年、台湾師範大学芸術史研究所の教授も兼ねる。
2020年、輔仁大学博物館学研究所所長になる。研究領域は地球規模化における博物館収集、東西芸術交流史、文化史方法論、植民地都市開発である。
2005年から、歴史学系と共同で毎年一回「文化交流史国際芸術研究討論会」(2005-)、「世界史学術座談会」(2008-)、「世界史研習営」(2011-) 開催する; それから今までヨーロッパ及びアジア各地の大学や研究センターと学術交流、研究討論会と講演を行い、オックスフォード大学歴史系、ロンドン大学アジア・アフリカ研究所、ドイツミュンヘン大学哲学系、ポーランドクラクフヤギェロン大学東方研究所、台北国立故宮博物館及び北京中央美術学院等と共作した。
2019年にはヤギェロン大学で〈中国芸術史とその地球規模化（計６回の講座の主題：「中国都市：北京城」、「中国園林：蘇州園林」、「中国建築：南京パゴダ」、「中国絵画：山水画」、「中国彫刻：石窟仏像」、「中国工芸：染付」）〉の講義を行う。また《輔仁歴史学報（ページファイルをインターネットファイルにバックアップ）》の編集、台北芸術大学美術学院《美術学報》の定期刊行論文を執筆、科技部テーマ研究計画及び各種奨学金等の審査員等を務める。台湾芸術史研究学会と歴史研究教会委員でもある。
2023年から2024年の間、ベルリンのフンボルト大学で客員研究員として活動し、大学の「活動事項：イメージ・スペース・マテリアル」プロジェクトに参加した。そして、2024年にはベルリン工科大学の中国科技文化センターで教授の職を兼任した。 国立台湾大学文学部および国立台湾師範大学文学部において、教授昇進のための論文審査委員を務め、外部審査の業務を担当しました。

## 奨学金と受賞歴
1990-1995 ドイツ“Friedrich-Naumann-Stiftung”財団修士課程奨学金受賞
1996-1999 ドイツ“Heinrich-Boll-Stiftung”財団博士課程奨学金受賞
2000-2001 「蒋経国国際学術交流基金会」欧州地区博士課程奨学金受賞
2003 ドイツ連邦政府最高学術研究紀行“Deutsche Forschungsgemeinschaft”（DFG﹕German Research Foundation，ドイツ研究基金会）学術専書出版賞受賞
2003 科学技術省が国際学術会議への参加を補助
2007-2008 「日本植民政府による台北市官吏集中地区と総統府のドイツ型都市計画の影響」科学技術部専門問題研究計画
2006-2009,201 輔仁大学「教師及び研究員の研究成果奨励」を五回受賞
2010-2011「複数の視点：近世におけるヨーロッパと東アジアの間の視覚的、物質的文化の相互交流運動　— 十七、十八世紀ドイツの中国式庭園の再建について(I)」科学技術部専門問題研究計画
2011-2012「複数の視点：近世におけるヨーロッパと東アジアの間の視覚的、物質的文化の相互交流運動　—ウォリッツ庭園（Worlitz，1770-1813）を例として、十八世紀下半期ドイツ東部の中国式庭園の再建について(II)」科学技術部専門問題研究計画
2016-2018「十八世紀プロイセン、ポツダム、サンスーシ中国風庭園の建造」科学技術部専門問題研究計画
2017 輔仁大学専門書著作奨励学術賞受賞
2018-2021「十七、十八世紀欧州機械図像中の美しいユートピアと中西交流(I)」科学技術部専門問題研究計画
2019-2021「易経二元論の例として、十七、十八世紀中西科学図像の交流について(II)」科学技術部専門問題研究計画
2020-2021「易経二元論から、十七、十八世紀中西科学芸術の交流について(III)」
学術出版

## 専門書
- Natur und Landschaft － der Einfluss von Athanasius Kirchers China illustrata auf die europäische Kunst, Berlin: Dietrich Reimer Verlag GmbH, Germany, 2003.[4]
- 《日本植民地政府における台北市官公庁集中区のドイツ式都市計画の影響》、台北：輔仁大学出版社、2008。
- 《東洋の西洋の啓蒙　— 十八世紀ドイツのウォリッツ(Wörlitz)自然風景庭園の中国的元素》、台北：輔大書坊，2015。[5]
- 《新視界：グローバリゼーション化における東西芸術交流史》、台北：時報文化、2022。
- 《1723，世界史の11の窓：接触、交わりそして創造、世界史上の人物から現代世界の構造パターンと変化を探る》、pp.264-301、台北：聯經出版社、2023。

## 専門論文
- Studentenprotest und Repression in China, April bis Juli 1989, in Ruth Cremerius, Doris Fischer and Peter Schier, eds. Hamburg: Institut für Asienkunde, Mitteilungen des Instituts für Asienkunde Hamburg, No. 186, 1990.
- “Das Porträt von Johann Adam Schall von Bell in Athanasius Kirchers ‘China illustrata’ ” in: Roman Malek ed., Western learning and Christianity in China - The Contribution and Impact of Johann Adam Schall von Bell, S. J.（1592-1666）vol. 2, Germany: Monumenta Serica, Vol.Ⅱ, 1998.
- 〈十七、十八世紀欧州の龍と中国の龍の出会い〉、《輔仁大学歴史学系成立四十周年学術検討会論文集》、台北：輔仁大学歴史学系、2003年。
- 〈十七、十八世紀中国自然図象の欧州芸術、庭園計画と都市景観に対する影響〉、《漢学を中西文化の架け橋として：海外華人中国学研究センター専門問題スピーチ選集》、台北県新荘市：輔仁大学出版社、2010年。
- Ostasiatische Kunst, China und Europa“, Enzyklopädie der Neuzeit (1450-1850), Band 9, Germany：Stuttgart: J.B. Metzler Verlag, 2011.
- “The construction of Chinese style gardens in 18th century German by using the garden of Wörlitz (1764-1813) and the Chinese garden of Oranienbaum (1793-1797) as examples”, in Face to Face. The transcendence of the arts in China and beyond – Historical Perspectives, II, 2 , Rui Oliveira Lopes ed., Lisbon: Artistic Studies Research Centre, Faculty of Fine Arts University of Lisbon, 2014.
- 《カトリック輔仁大学歴史写本》（カトリック輔仁大学90年歴史写本編集委員会委員合選）新北市新荘：輔大書坊、2015。

## 定期論文
- 〈唐代詩人薛濤〉，《史苑》，台北﹕輔仁大学歴史学系，39 期，1984。[6]
- 〈明代青花瓷〉，《史苑》，台北﹕輔仁大学歴史学系，40 期，1985。
- “Dokument 1: Augenzeugenbericht eines Studenten über das Massaker vom 4. Juni 1989”, in: China aktuell, Hamburg: Institut für Asienkunde, Berichtsmonat, Mai 1989.
- 〈表現主義の巨匠ベックマン(Max Beckmann)専集〉対面専題、《芸術家》、台北：芸術家出版社、187期、1990年。
- 〈ルネッサンス人文主義運動の始祖―ブルネレスキ(Fillippo Brunelleschi, 1377-1446)及び古典的な傑作パッツイ礼拝堂〉、《芸術貴族》、台北：芸術貴族雑誌社、44期、1993年。
- 〈アダム・ショール(Adam Schll von Bell)の肖像画から東西芸術文化交流について〉、《故宮文物月刊》、台北：国立故宮博物院、第十五巻第一期、No.169、1997年。
- 〈芸術史学科の創立－ドイツ芸術史の権威アビ(Aby Warburg)〉、《芸術家》、台北: 芸術家出版社、265期、1997年。
- Kulturaustausch zwischen Europa und Asien in Natur und Landschaftdarstellungen”, in: Diskus, Göttingen: Heinrich-Böll-Stiftung , No.5, December 1997.
- 〈台湾総督府ホール(1912-1919): 中央級と地方級官邸建築の探索〉、《輔仁歴史学報》、台北：輔仁大学歴史学系、第17期、2006年。
- 〈日本統治時代の台湾総督府(1912-1919)軸配置から東西建築交流をについて〉、《輔仁歴史学報》、台北：輔仁大学歴史学系、第19期、2007年。
- 〈欧州における十七、十八世紀中国首都〉、《美術学報》、台北：台北芸術大学美術学院、第2期、2008年。
- 〈17世紀のボイムのパイナップル像とヨーロッパにおけるその伝播について〉、《故宮学術季刊》、台北：国立故宮博物院、第28巻第1期、2010年。
- 〈ドイツ地区庭園交流史の文献探索と研究回顧〉台北：輔仁大学歴史学系、第34期、2015年。
- 〈日本統治時代台北城の新地区の歴史主義建築群の配置〉、《台湾芸術史研究学会通信》、台北：台北芸術史研究学会、第3期、2017年。
- 〈ベルリンフンボルト広場と台北自由広場の空間変化の意味〉、《彫刻研究学術半年刊》、台北、朱銘美術館、第22期、2019年11月。
- 〈序文：キリスト教と少数民族の出会いに関する考察(Introduction: Encounter of Christianity and Ethnic Minorities)〉,《哲学と文化(Monthly Review of Philosophy and Culture)》，49卷第6期，頁數：1-2，2022年6月。
- 〈ヨーロッパにおける自由主義、啓蒙主義、啓蒙思想を導いた中国風美術〉、《収集、古美術》，第364期，頁:18-25，2023年1月。
- 〈バチカン図書館所蔵、欧州芸術史の人文精神について〉、《故宮文物月刊》，第483期，頁：20-33，2023年6月。
- 〈ヨーロッパの古典的ルネサンス建築 - 自由、公正、自立の人文主義的精神〉、《故宮文物月刊》，2023年6月。

## 学術講演
- 2023年4月28日，〈ヨーロッパ美術史の人文主義的本質-バチカン図書館所蔵品について〉、国立故宮博物院主催、北部院地区専題講演会。Avril 2023, "The Humanistic Essence of European Art History - On the Collection of the Apostolic Library of the Vatican", hosted by the National Palace Museum, a special lecture at the Northern Branch of The National Palace Museum.
- 2021年12月11日，〈啟蒙時代の歐洲自然風景庭園中の中国的要素〉，国立故宮博物院主催、南部院地区専題講演　Déc. 2021, "Chinese Elements in European Natural Landscape Gardens in the Age of Enlightenment", hosted by the National Palace Museum, a special speech at the Southern Branch of The National Palace Museum.